# Lieja-Bastogne-Lieja 2024
La Lieja-Bastogne-Lieja 2024 (oficialment Liège-Bastogne-Liège 2024) fou la 110a edició de la cursa ciclista Lieja-Bastogne-Lieja i el quart dels monuments del ciclisme de la temporada 2024. Es disputà el 21 d'abril de 2024 i tingué un recorregut de 254,5 quilòmetres. La cursa tancà el cicle de les clàssiques de les Ardenes del 2024 i fou el 19è esdeveniment de l'UCI World Tour 2024.
L'eslovè Tadej Pogačar (UAE Team Emirates) s'emportà la seva segona victòria en aquesta prova després d'atacar a uns 35 kilòmetres de la línia d'arribada i creuar-la en solitari. A uns 15 kilòmetres de la meta, el Romain Bardet (Team DSM-Firmenich PostNL) feu un atac que li valgué la segona posició. El neerlandès Mathieu van der Poel (Alpecin-Deceuninck) guanyà l'esprint final i ocupà el tercer esglaó del podi.

## Recorregut
La cursa tingué un recorregut total de 254.5 kilòmetres i hi hagué 11 cotes.
| Núm | Nom                                  | Km.   | Distància | Pendent |
| --- | ------------------------------------ | ----- | --------- | ------- |
| 1   | Côte de Bonnerue                     | 76,2  | 2.500 m.  | 12.3%   |
| 2   | Côte de Saint-Roch                   | 117,3 | 1.000 m.  | 11.2%   |
| 3   | Côte de Mont-le-Soie                 | 161,2 | 1.700 m.  | 7.9%    |
| 4   | Côte de Wanne                        | 169,5 | 3.600 m.  | 7.9%    |
| 5   | Côte de Stockeu (estela Eddy Merckx) | 176,0 | 1.000 m.  | 12.5%   |
| 6   | Côte de la Haute-Levée               | 180,2 | 2.200 m.  | 7.5%    |
| 7   | Col du Rosier                        | 194,4 | 4.400 m.  | 5.9%    |
| 8   | Côte de Desnié                       | 207,8 | 1.600 m.  | 8.1%    |
| 9   | Côte de la Redoute                   | 220,5 | 1.600 m.  | 9.4%    |
| 10  | Côte des Forges                      | 231,2 | 1.300 m.  | 7.8%    |
| 11  | Côte de la Roche-aux-Faucons         | 241,2 | 1.300 m.  | 11%     |

## Equips
Un total de 25 equips participaren a la cursa, dels quals 18 foren els equips del WorldTour i els altres 7 foren equips de l'UCI ProTeam.
| WorldTeams (18)- Decathlon-AG2R La Mondiale - Alpecin-Deceuninck - Arkéa-B&B Hotels - Astana Qazaqstan Team - Bahrain Victorious - Bora-Hansgrohe - Cofidis - EF Education-EasyPost - Groupama-FDJ - Ineos Grenadiers - Intermarché-Wanty - Team Visma \| Lease a Bike - Lidl-Trek - Movistar Team - Soudal Quick-Step - Team dsm-firmenich PostNL - Team Jayco AlUla - UAE Team Emirates ProTeams (7)- Bingoal WB - Equipo Kern Pharma - Israel-Premier Tech - Lotto Dstny - Team Flanders-Baloise - TotalEnergies - Uno-X Mobility |
| |

## Classificació final
| \| Classificació general \| Classificació general \| Classificació general \| Classificació general \| Classificació general \| \| Corredor \| Corredor \| Equip \| Temps \| \| \| --------------------- \| ----------------------------- \| -------------------------- \| --------------------- \| --------------------- \| \| 1r \| Tadej Pogačar \| UAE Team Emirates \| 6h 13' 48" \| \| \| 2n \| Romain Bardet \| Team dsm-firmenich PostNL \| + 1' 39" \| \| \| 3r \| Mathieu van der Poel \| Alpecin-Deceuninck \| + 2' 02" \| \| \| 4t \| Maxim Van Gils \| Lotto Dstny \| + 2' 02" \| \| \| 5è \| Aurélien Paret-Peintre \| Decathlon-AG2R La Mondiale \| + 2' 02" \| \| \| 6è \| Mauri Vansevenant \| Soudal Quick-Step \| + 2' 02" \| \| \| 7è \| Valentin Madouas \| Groupama-FDJ \| + 2' 02" \| \| \| 8è \| Aleksei Lutsenko \| Astana Qazaqstan Team \| + 2' 02" \| \| \| 9è \| Peio Bilbao López de Armentia \| Bahrain Victorious \| + 2' 02" \| \| \| 10è \| Thomas Pidcock \| Ineos Grenadiers \| + 2' 02" \| \| \| 11è \| Paul Lapeira \| Decathlon-AG2R La Mondiale \| + 2' 02" \| \| \| 12è \| Tiesj Benoot \| Team Visma \\| Lease a Bike \| + 2' 02" \| \| \| 13è \| Bauke Mollema \| Lidl-Trek \| + 2' 02" \| \| \| 14è \| Alexander Aranburu Deba \| Movistar Team \| + 2' 02" \| \| \| 15è \| Dylan Teuns \| Israel-Premier Tech \| + 2' 02" \| \| \| 16è \| Benoît Cosnefroy \| Decathlon-AG2R La Mondiale \| + 2' 02" \| \| \| 17è \| Marc Hirschi \| UAE Team Emirates \| + 2' 02" \| \| \| 18è \| Guillaume Martin \| Cofidis \| + 2' 02" \| \| \| 19è \| Ion Izagirre Insausti \| Cofidis \| + 2' 02" \| \| \| 20è \| Aleksandr Vlàssov \| Bora-Hansgrohe \| + 2' 02" \| \| |                               |                            |            |
| |                               |                            |            |
| Font: ProCyclingStats |                               |                            |            |
| Classificació general |                               |                            |            |
| Corredor | Corredor                      | Equip                      | Temps      |
| 1r | Tadej Pogačar                 | UAE Team Emirates          | 6h 13' 48" |
| 2n | Romain Bardet                 | Team dsm-firmenich PostNL  | + 1' 39"   |
| 3r | Mathieu van der Poel          | Alpecin-Deceuninck         | + 2' 02"   |
| 4t | Maxim Van Gils                | Lotto Dstny                | + 2' 02"   |
| 5è | Aurélien Paret-Peintre        | Decathlon-AG2R La Mondiale | + 2' 02"   |
| 6è | Mauri Vansevenant             | Soudal Quick-Step          | + 2' 02"   |
| 7è | Valentin Madouas              | Groupama-FDJ               | + 2' 02"   |
| 8è | Aleksei Lutsenko              | Astana Qazaqstan Team      | + 2' 02"   |
| 9è | Peio Bilbao López de Armentia | Bahrain Victorious         | + 2' 02"   |
| 10è | Thomas Pidcock                | Ineos Grenadiers           | + 2' 02"   |
| 11è | Paul Lapeira                  | Decathlon-AG2R La Mondiale | + 2' 02"   |
| 12è | Tiesj Benoot                  | Team Visma \| Lease a Bike | + 2' 02"   |
| 13è | Bauke Mollema                 | Lidl-Trek                  | + 2' 02"   |
| 14è | Alexander Aranburu Deba       | Movistar Team              | + 2' 02"   |
| 15è | Dylan Teuns                   | Israel-Premier Tech        | + 2' 02"   |
| 16è | Benoît Cosnefroy              | Decathlon-AG2R La Mondiale | + 2' 02"   |
| 17è | Marc Hirschi                  | UAE Team Emirates          | + 2' 02"   |
| 18è | Guillaume Martin              | Cofidis                    | + 2' 02"   |
| 19è | Ion Izagirre Insausti         | Cofidis                    | + 2' 02"   |
| 20è | Aleksandr Vlàssov             | Bora-Hansgrohe             | + 2' 02"   |

## Participants
| Soudal Quick-Step SOQ | Soudal Quick-Step SOQ   | Soudal Quick-Step SOQ |
| --------------------- | ----------------------- | --------------------- |
| Núm                   | Ciclista                | Pos                   |
| 1                     | James Knox (GBR)        | DNF                   |
| 2                     | Gil Gelders (BEL)       | 69è                   |
| 3                     | Junior Lecerf (BEL)     | DNF                   |
| 4                     | Fausto Masnada (ITA)    | 71è                   |
| 5                     | Pieter Serry (BEL)      | 76è                   |
| 6                     | Mauri Vansevenant (BEL) | 6è                    |
| 7                     | Louis Vervaeke (BEL)    | 72è                   |

| Ineos Grenadiers IGD | Ineos Grenadiers IGD        | Ineos Grenadiers IGD |
| -------------------- | --------------------------- | -------------------- |
| Núm                  | Ciclista                    | Pos                  |
| 11                   | Thomas Pidcock (GBR)        | 10è                  |
| 12                   | Egan Bernal Gómez (COL)     | 21è                  |
| 13                   | Laurens De Plus (BEL)       | 31è                  |
| 14                   | Omar Fraile Matarranz (ESP) | 65è                  |
| 15                   | Ethan Hayter (GBR)          | 75è                  |
| 16                   | Michał Kwiatkowski (POL)    | DNF                  |
| 17                   | Brandon Rivera (COL)        | 87è                  |

| Bahrain Victorious TBV | Bahrain Victorious TBV              | Bahrain Victorious TBV |
| ---------------------- | ----------------------------------- | ---------------------- |
| Núm                    | Ciclista                            | Pos                    |
| 21                     | Santiago Buitrago Sánchez (COL)     | 41è                    |
| 22                     | Yukiya Arashiro (JPN)               | DNF                    |
| 23                     | Peio Bilbao López de Armentia (ESP) | 9è                     |
| 24                     | Wout Poels (NED)                    | 30è                    |
| 25                     | Dušan Rajović (SRB)                 | DNF                    |
| 26                     | Antonio Tiberi (ITA)                | 22è                    |
| 27                     | Łukasz Wiśniowski (POL)             | DNF                    |

| Alpecin-Deceuninck ADC | Alpecin-Deceuninck ADC            | Alpecin-Deceuninck ADC |
| ---------------------- | --------------------------------- | ---------------------- |
| Núm                    | Ciclista                          | Pos                    |
| 31                     | Mathieu van der Poel (NED) (ruta) | 3r                     |
| 32                     | Quinten Hermans (BEL)             | 35è                    |
| 33                     | Søren Kragh Andersen (DEN)        | 67è                    |
| 34                     | Axel Laurance (FRA)               | 44è                    |
| 35                     | Oscar Riesebeek (NED)             | DNF                    |
| 36                     | Stan Van Tricht (BEL)             | DNF                    |
| 37                     | Luca Vergallito (ITA)             | 111è                   |

| EF Education-EasyPost EFE | EF Education-EasyPost EFE               | EF Education-EasyPost EFE |
| ------------------------- | --------------------------------------- | ------------------------- |
| Núm                       | Ciclista                                | Pos                       |
| 41                        | Richard Carapaz Montenegro (ECU) (ruta) | 26è                       |
| 42                        | Ben Healy (IRL) (ruta)                  | 27è                       |
| 43                        | Mikkel Frølich Honoré (DEN)             | 46è                       |
| 44                        | Archie Ryan (IRL)                       | 55è                       |
| 45                        | James Shaw (GBR)                        | 95è                       |
| 46                        | Harry Sweeny (AUS)                      | 59è                       |
| 47                        | Rigoberto Urán (COL)                    | DNF                       |

| Groupama-FDJ GFC | Groupama-FDJ GFC              | Groupama-FDJ GFC |
| ---------------- | ----------------------------- | ---------------- |
| Núm              | Ciclista                      | Pos              |
| 51               | David Gaudu (FRA)             | 43è              |
| 52               | Lorenzo Germani (ITA)         | 106è             |
| 53               | Romain Grégoire (FRA)         | 24è              |
| 54               | Valentin Madouas (FRA) (ruta) | 7è               |
| 55               | Quentin Pacher (FRA)          | 51è              |
| 56               | Rémy Rochas (FRA)             | 91è              |
| 57               | Clément Russo (FRA)           | 105è             |

| Cofidis COF | Cofidis COF                   | Cofidis COF |
| ----------- | ----------------------------- | ----------- |
| Núm         | Ciclista                      | Pos         |
| 61          | Guillaume Martin (FRA)        | 18è         |
| 62          | Rubén Fernández Andújar (ESP) | DNF         |
| 63          | Jesús Herrada López (ESP)     | 100è        |
| 64          | Gorka Izagirre Insausti (ESP) | DNF         |
| 65          | Ion Izagirre Insausti (ESP)   | 19è         |
| 66          | Axel Mariault (FRA)           | 116è        |
| 67          | Anthony Perez (FRA)           | DNF         |

| Team Visma \| Lease a Bike TVL | Team Visma \| Lease a Bike TVL | Team Visma \| Lease a Bike TVL |
| ------------------------------ | ------------------------------ | ------------------------------ |
| Núm                            | Ciclista                       | Pos                            |
| 71                             | Tiesj Benoot (BEL)             | 12è                            |
| 72                             | Ben Tulett (GBR)               | DNF                            |
| 73                             | Milan Vader (NED)              | 90è                            |
| 74                             | Attila Valter (HUN) (ruta)     | 40è                            |
| 75                             | Loe van Belle (NED)            | 102è                           |
| 76                             | Tosh Van der Sande (BEL)       | DNF                            |
| 77                             | Julien Vermote (BEL)           | DNF                            |

| Bora-Hansgrohe BOH | Bora-Hansgrohe BOH         | Bora-Hansgrohe BOH |
| ------------------ | -------------------------- | ------------------ |
| Núm                | Ciclista                   | Pos                |
| 81                 | Jai Hindley (AUS)          | 52è                |
| 82                 | Roger Adrià Oliveras (ESP) | 82è                |
| 83                 | Giovanni Aleotti (ITA)     | DNF                |
| 84                 | Bob Jungels (LUX)          | 45è                |
| 85                 | Jonas Koch (GER)           | DNF                |
| 86                 | Matteo Sobrero (ITA)       | DNF                |
| 87                 | Aleksandr Vlàssov          | 20è                |

| Lidl-Trek LTK | Lidl-Trek LTK                  | Lidl-Trek LTK |
| ------------- | ------------------------------ | ------------- |
| Núm           | Ciclista                       | Pos           |
| 91            | Mattias Skjelmose (DEN) (ruta) | 28è           |
| 92            | Andrea Bagioli (ITA)           | DNF           |
| 93            | Julien Bernard (FRA)           | 68è           |
| 94            | Patrick Konrad (AUT)           | DNF           |
| 95            | Bauke Mollema (NED)            | 13è           |
| 96            | Sam Oomen (NED)                | 70è           |
| 97            | Toms Skujiņš (LAT)             | 48è           |

| UAE Team Emirates UAD | UAE Team Emirates UAD      | UAE Team Emirates UAD |
| --------------------- | -------------------------- | --------------------- |
| Núm                   | Ciclista                   | Pos                   |
| 101                   | Tadej Pogačar (SLO) (ruta) | 1r                    |
| 102                   | Sjoerd Bax (NED)           | DNF                   |
| 103                   | Finn Fisher-Black (NZL)    | DNF                   |
| 104                   | João Almeida (POR)         | 29è                   |
| 105                   | Marc Hirschi (SUI) (ruta)  | 17è                   |
| 106                   | Domen Novak (SLO)          | 60è                   |
| 107                   | Diego Ulissi (ITA)         | DNF                   |

| Lotto Dstny LTD | Lotto Dstny LTD             | Lotto Dstny LTD |
| --------------- | --------------------------- | --------------- |
| Núm             | Ciclista                    | Pos             |
| 111             | Maxim Van Gils (BEL)        | 4t              |
| 112             | Logan Currie (NZL)          | 117è            |
| 113             | Jarrad Drizners (AUS)       | DNF             |
| 114             | Andreas Kron (DEN)          | 37è             |
| 115             | Sylvain Moniquet (BEL)      | 54è             |
| 116             | Mathijs Paasschens (NED)    | DNF             |
| 117             | Jonas Gregaard Wilsly (DEN) | 94è             |

| Israel-Premier Tech IPT | Israel-Premier Tech IPT | Israel-Premier Tech IPT |
| ----------------------- | ----------------------- | ----------------------- |
| Núm                     | Ciclista                | Pos                     |
| 121                     | Dylan Teuns (BEL)       | 15è                     |
| 122                     | George Bennett (NZL)    | 73è                     |
| 123                     | Simon Clarke (AUS)      | 58è                     |
| 124                     | Jakob Fuglsang (DEN)    | 84è                     |
| 125                     | Derek Gee (CAN)         | 86è                     |
| 126                     | Nick Schultz (AUS)      | 57è                     |
| 127                     | Stephen Williams (GBR)  | 66è                     |

| Team dsm-firmenich PostNL DFP | Team dsm-firmenich PostNL DFP | Team dsm-firmenich PostNL DFP |
| ----------------------------- | ----------------------------- | ----------------------------- |
| Núm                           | Ciclista                      | Pos                           |
| 131                           | Romain Bardet (FRA)           | 2n                            |
| 132                           | Romain Combaud (FRA)          | 107è                          |
| 133                           | Matthew Dinham (AUS)          | DNF                           |
| 134                           | Chris Hamilton (AUS)          | DNF                           |
| 135                           | Enzo Leijnse (NED)            | DNF                           |
| 136                           | Martijn Tusveld (NED)         | 115è                          |
| 137                           | Kevin Vermaerke (USA)         | 23è                           |

| Decathlon-AG2R La Mondiale DAT | Decathlon-AG2R La Mondiale DAT | Decathlon-AG2R La Mondiale DAT |
| ------------------------------ | ------------------------------ | ------------------------------ |
| Núm                            | Ciclista                       | Pos                            |
| 141                            | Benoît Cosnefroy (FRA)         | 16è                            |
| 142                            | Bruno Armirail (FRA)           | DNF                            |
| 143                            | Clément Berthet (FRA)          | 50è                            |
| 144                            | Felix Gall (AUT)               | 47è                            |
| 145                            | Paul Lapeira (FRA)             | 11è                            |
| 146                            | Aurélien Paret-Peintre (FRA)   | 5è                             |
| 147                            | Nicolas Prodhomme (FRA)        | 38è                            |

| Astana Qazaqstan Team AST | Astana Qazaqstan Team AST     | Astana Qazaqstan Team AST |
| ------------------------- | ----------------------------- | ------------------------- |
| Núm                       | Ciclista                      | Pos                       |
| 151                       | Aleksei Lutsenko (KAZ) (ruta) | 8è                        |
| 152                       | Anthon Charmig (DEN)          | 63è                       |
| 153                       | Igor Chzhan (KAZ)             | DNF                       |
| 154                       | Lorenzo Fortunato (ITA)       | 79è                       |
| 155                       | Cristian Scaroni (ITA)        | 53è                       |
| 156                       | Santiago Umba (COL)           | 76è                       |
| 157                       | Simone Velasco (ITA) (ruta)   | 34è                       |

| Intermarché-Wanty IWA | Intermarché-Wanty IWA     | Intermarché-Wanty IWA |
| --------------------- | ------------------------- | --------------------- |
| Núm                   | Ciclista                  | Pos                   |
| 161                   | Georg Zimmermann (GER)    | 49è                   |
| 162                   | Lilian Calmejane (FRA)    | 112è                  |
| 163                   | Kevin Colleoni (ITA)      | 96è                   |
| 164                   | Gerben Kuypers (BEL)      | DNF                   |
| 165                   | Baptiste Planckaert (BEL) | DNF                   |
| 166                   | Lorenzo Rota (ITA)        | 33è                   |
| 167                   | Rein Taaramäe (EST)       | DNF                   |

| Team Jayco AlUla JAY | Team Jayco AlUla JAY   | Team Jayco AlUla JAY |
| -------------------- | ---------------------- | -------------------- |
| Núm                  | Ciclista               | Pos                  |
| 171                  | Simon Yates (GBR)      | 32è                  |
| 172                  | Davide De Pretto (ITA) | DNF                  |
| 173                  | Anders Foldager (DEN)  | 93è                  |
| 174                  | Jan Maas (NED)         | DNF                  |
| 175                  | Michael Matthews (AUS) | 36è                  |
| 176                  | Mauro Schmid (SUI)     | DNF                  |
| 177                  | Filippo Zana (ITA)     | 39è                  |

| Movistar Team MOV | Movistar Team MOV             | Movistar Team MOV |
| ----------------- | ----------------------------- | ----------------- |
| Núm               | Ciclista                      | Pos               |
| 181               | Davide Formolo (ITA)          | 42è               |
| 182               | Alexander Aranburu Deba (ESP) | 14è               |
| 183               | Jorge Arcas (ESP)             | 97è               |
| 184               | William Barta (USA)           | DNF               |
| 185               | Carlos Canal Blanco (ESP)     | DNF               |
| 186               | Oier Lazkano López (ESP)      | 64è               |
| 187               | Iván Romeo Abad (ESP)         | DNF               |

| Uno-X Mobility UXM | Uno-X Mobility UXM               | Uno-X Mobility UXM |
| ------------------ | -------------------------------- | ------------------ |
| Núm                | Ciclista                         | Pos                |
| 191                | Tobias Halland Johannessen (NOR) | 25è                |
| 192                | Martin Bugge Urianstad (NOR)     | 104è               |
| 193                | Odd Christian Eiking (NOR)       | 88è                |
| 194                | Ådne Holter (NOR)                | 109è               |
| 195                | Johannes Kulset (NOR)            | 62è                |
| 196                | Andreas Leknessund (NOR)         | 61è                |
| 197                | Anders Skaarseth (NOR)           | 110è               |

| TotalEnergies TEN | TotalEnergies TEN        | TotalEnergies TEN |
| ----------------- | ------------------------ | ----------------- |
| Núm               | Ciclista                 | Pos               |
| 201               | Mathieu Burgaudeau (FRA) | 78è               |
| 202               | Fabien Doubey (FRA)      | DNF               |
| 203               | Fabien Grellier (FRA)    | 113è              |
| 204               | Jordan Jegat (FRA)       | 77è               |
| 205               | Alan Jousseaume (FRA)    | 81è               |
| 206               | Paul Ourselin (FRA)      | DNF               |
| 207               | Alexis Vuillermoz (FRA)  | 92è               |

| Bingoal WB BWB | Bingoal WB BWB            | Bingoal WB BWB |
| -------------- | ------------------------- | -------------- |
| Núm            | Ciclista                  | Pos            |
| 211            | Luca Van Boven (BEL)      | 80è            |
| 212            | Louka Matthys (BEL)       | 103è           |
| 213            | Johan Meens (BEL)         | 74è            |
| 214            | Dimitri Peyskens (BEL)    | DNF            |
| 215            | Aaron Van der Beken (BEL) | DNF            |
| 216            | Giacomo Villa (ITA)       | DNF            |
| 217            | Loïc Vliegen (BEL)        | DNF            |

| Equipo Kern Pharma EKP | Equipo Kern Pharma EKP           | Equipo Kern Pharma EKP |
| ---------------------- | -------------------------------- | ---------------------- |
| Núm                    | Ciclista                         | Pos                    |
| 221                    | Iván Cobo (ESP)                  | DNF                    |
| 222                    | Marc Brustenga Masagué (ESP)     | DNF                    |
| 223                    | Francisco Galván Fernández (ESP) | DNF                    |
| 224                    | Jordi López Caravaca (ESP)       | 114è                   |
| 225                    | Mikel Retegi (ESP)               | DNF                    |
| 226                    | Ibon Ruiz (ESP)                  | 89è                    |
| 227                    | Danny van der Tuuk (POL)         | DNF                    |

| Arkéa-B&B Hotels ARK | Arkéa-B&B Hotels ARK      | Arkéa-B&B Hotels ARK |
| -------------------- | ------------------------- | -------------------- |
| Núm                  | Ciclista                  | Pos                  |
| 231                  | Kévin Vauquelin (FRA)     | DNF                  |
| 232                  | Louis Barré (FRA)         | DNF                  |
| 233                  | Clément Champoussin (FRA) | 85è                  |
| 234                  | Anthony Delaplace (FRA)   | 99è                  |
| 235                  | Simon Guglielmi (FRA)     | 101è                 |
| 236                  | Laurens Huys (BEL)        | 83è                  |
| 237                  | Michel Ries (LUX)         | 98è                  |

| Team Flanders-Baloise TFB | Team Flanders-Baloise TFB | Team Flanders-Baloise TFB |
| ------------------------- | ------------------------- | ------------------------- |
| Núm                       | Ciclista                  | Pos                       |
| 241                       | Kamiel Bonneu (BEL)       | DNF                       |
| 242                       | Toon Clynhens (BEL)       | DNF                       |
| 243                       | Lars Craps (BEL)          | DNF                       |
| 244                       | Siebe Deweirdt (BEL)      | DNF                       |
| 245                       | Elias Maris (BEL)         | 108è                      |
| 246                       | Dylan Vandenstorme (BEL)  | DNF                       |
| 247                       | Vincent Van Hemelen (BEL) | DNF                       |

| Soudal Quick-Step SOQ | Soudal Quick-Step SOQ   | Soudal Quick-Step SOQ |
| --------------------- | ----------------------- | --------------------- |
| Núm                   | Ciclista                | Pos                   |
| 1                     | James Knox (GBR)        | DNF                   |
| 2                     | Gil Gelders (BEL)       | 69è                   |
| 3                     | Junior Lecerf (BEL)     | DNF                   |
| 4                     | Fausto Masnada (ITA)    | 71è                   |
| 5                     | Pieter Serry (BEL)      | 76è                   |
| 6                     | Mauri Vansevenant (BEL) | 6è                    |
| 7                     | Louis Vervaeke (BEL)    | 72è                   |

| Ineos Grenadiers IGD | Ineos Grenadiers IGD        | Ineos Grenadiers IGD |
| -------------------- | --------------------------- | -------------------- |
| Núm                  | Ciclista                    | Pos                  |
| 11                   | Thomas Pidcock (GBR)        | 10è                  |
| 12                   | Egan Bernal Gómez (COL)     | 21è                  |
| 13                   | Laurens De Plus (BEL)       | 31è                  |
| 14                   | Omar Fraile Matarranz (ESP) | 65è                  |
| 15                   | Ethan Hayter (GBR)          | 75è                  |
| 16                   | Michał Kwiatkowski (POL)    | DNF                  |
| 17                   | Brandon Rivera (COL)        | 87è                  |

| Bahrain Victorious TBV | Bahrain Victorious TBV              | Bahrain Victorious TBV |
| ---------------------- | ----------------------------------- | ---------------------- |
| Núm                    | Ciclista                            | Pos                    |
| 21                     | Santiago Buitrago Sánchez (COL)     | 41è                    |
| 22                     | Yukiya Arashiro (JPN)               | DNF                    |
| 23                     | Peio Bilbao López de Armentia (ESP) | 9è                     |
| 24                     | Wout Poels (NED)                    | 30è                    |
| 25                     | Dušan Rajović (SRB)                 | DNF                    |
| 26                     | Antonio Tiberi (ITA)                | 22è                    |
| 27                     | Łukasz Wiśniowski (POL)             | DNF                    |

| Alpecin-Deceuninck ADC | Alpecin-Deceuninck ADC            | Alpecin-Deceuninck ADC |
| ---------------------- | --------------------------------- | ---------------------- |
| Núm                    | Ciclista                          | Pos                    |
| 31                     | Mathieu van der Poel (NED) (ruta) | 3r                     |
| 32                     | Quinten Hermans (BEL)             | 35è                    |
| 33                     | Søren Kragh Andersen (DEN)        | 67è                    |
| 34                     | Axel Laurance (FRA)               | 44è                    |
| 35                     | Oscar Riesebeek (NED)             | DNF                    |
| 36                     | Stan Van Tricht (BEL)             | DNF                    |
| 37                     | Luca Vergallito (ITA)             | 111è                   |

| EF Education-EasyPost EFE | EF Education-EasyPost EFE               | EF Education-EasyPost EFE |
| ------------------------- | --------------------------------------- | ------------------------- |
| Núm                       | Ciclista                                | Pos                       |
| 41                        | Richard Carapaz Montenegro (ECU) (ruta) | 26è                       |
| 42                        | Ben Healy (IRL) (ruta)                  | 27è                       |
| 43                        | Mikkel Frølich Honoré (DEN)             | 46è                       |
| 44                        | Archie Ryan (IRL)                       | 55è                       |
| 45                        | James Shaw (GBR)                        | 95è                       |
| 46                        | Harry Sweeny (AUS)                      | 59è                       |
| 47                        | Rigoberto Urán (COL)                    | DNF                       |

| Groupama-FDJ GFC | Groupama-FDJ GFC              | Groupama-FDJ GFC |
| ---------------- | ----------------------------- | ---------------- |
| Núm              | Ciclista                      | Pos              |
| 51               | David Gaudu (FRA)             | 43è              |
| 52               | Lorenzo Germani (ITA)         | 106è             |
| 53               | Romain Grégoire (FRA)         | 24è              |
| 54               | Valentin Madouas (FRA) (ruta) | 7è               |
| 55               | Quentin Pacher (FRA)          | 51è              |
| 56               | Rémy Rochas (FRA)             | 91è              |
| 57               | Clément Russo (FRA)           | 105è             |

| Cofidis COF | Cofidis COF                   | Cofidis COF |
| ----------- | ----------------------------- | ----------- |
| Núm         | Ciclista                      | Pos         |
| 61          | Guillaume Martin (FRA)        | 18è         |
| 62          | Rubén Fernández Andújar (ESP) | DNF         |
| 63          | Jesús Herrada López (ESP)     | 100è        |
| 64          | Gorka Izagirre Insausti (ESP) | DNF         |
| 65          | Ion Izagirre Insausti (ESP)   | 19è         |
| 66          | Axel Mariault (FRA)           | 116è        |
| 67          | Anthony Perez (FRA)           | DNF         |

| Team Visma \| Lease a Bike TVL | Team Visma \| Lease a Bike TVL | Team Visma \| Lease a Bike TVL |
| ------------------------------ | ------------------------------ | ------------------------------ |
| Núm                            | Ciclista                       | Pos                            |
| 71                             | Tiesj Benoot (BEL)             | 12è                            |
| 72                             | Ben Tulett (GBR)               | DNF                            |
| 73                             | Milan Vader (NED)              | 90è                            |
| 74                             | Attila Valter (HUN) (ruta)     | 40è                            |
| 75                             | Loe van Belle (NED)            | 102è                           |
| 76                             | Tosh Van der Sande (BEL)       | DNF                            |
| 77                             | Julien Vermote (BEL)           | DNF                            |

| Bora-Hansgrohe BOH | Bora-Hansgrohe BOH         | Bora-Hansgrohe BOH |
| ------------------ | -------------------------- | ------------------ |
| Núm                | Ciclista                   | Pos                |
| 81                 | Jai Hindley (AUS)          | 52è                |
| 82                 | Roger Adrià Oliveras (ESP) | 82è                |
| 83                 | Giovanni Aleotti (ITA)     | DNF                |
| 84                 | Bob Jungels (LUX)          | 45è                |
| 85                 | Jonas Koch (GER)           | DNF                |
| 86                 | Matteo Sobrero (ITA)       | DNF                |
| 87                 | Aleksandr Vlàssov          | 20è                |

| Lidl-Trek LTK | Lidl-Trek LTK                  | Lidl-Trek LTK |
| ------------- | ------------------------------ | ------------- |
| Núm           | Ciclista                       | Pos           |
| 91            | Mattias Skjelmose (DEN) (ruta) | 28è           |
| 92            | Andrea Bagioli (ITA)           | DNF           |
| 93            | Julien Bernard (FRA)           | 68è           |
| 94            | Patrick Konrad (AUT)           | DNF           |
| 95            | Bauke Mollema (NED)            | 13è           |
| 96            | Sam Oomen (NED)                | 70è           |
| 97            | Toms Skujiņš (LAT)             | 48è           |

| UAE Team Emirates UAD | UAE Team Emirates UAD      | UAE Team Emirates UAD |
| --------------------- | -------------------------- | --------------------- |
| Núm                   | Ciclista                   | Pos                   |
| 101                   | Tadej Pogačar (SLO) (ruta) | 1r                    |
| 102                   | Sjoerd Bax (NED)           | DNF                   |
| 103                   | Finn Fisher-Black (NZL)    | DNF                   |
| 104                   | João Almeida (POR)         | 29è                   |
| 105                   | Marc Hirschi (SUI) (ruta)  | 17è                   |
| 106                   | Domen Novak (SLO)          | 60è                   |
| 107                   | Diego Ulissi (ITA)         | DNF                   |

| Lotto Dstny LTD | Lotto Dstny LTD             | Lotto Dstny LTD |
| --------------- | --------------------------- | --------------- |
| Núm             | Ciclista                    | Pos             |
| 111             | Maxim Van Gils (BEL)        | 4t              |
| 112             | Logan Currie (NZL)          | 117è            |
| 113             | Jarrad Drizners (AUS)       | DNF             |
| 114             | Andreas Kron (DEN)          | 37è             |
| 115             | Sylvain Moniquet (BEL)      | 54è             |
| 116             | Mathijs Paasschens (NED)    | DNF             |
| 117             | Jonas Gregaard Wilsly (DEN) | 94è             |

| Israel-Premier Tech IPT | Israel-Premier Tech IPT | Israel-Premier Tech IPT |
| ----------------------- | ----------------------- | ----------------------- |
| Núm                     | Ciclista                | Pos                     |
| 121                     | Dylan Teuns (BEL)       | 15è                     |
| 122                     | George Bennett (NZL)    | 73è                     |
| 123                     | Simon Clarke (AUS)      | 58è                     |
| 124                     | Jakob Fuglsang (DEN)    | 84è                     |
| 125                     | Derek Gee (CAN)         | 86è                     |
| 126                     | Nick Schultz (AUS)      | 57è                     |
| 127                     | Stephen Williams (GBR)  | 66è                     |

| Team dsm-firmenich PostNL DFP | Team dsm-firmenich PostNL DFP | Team dsm-firmenich PostNL DFP |
| ----------------------------- | ----------------------------- | ----------------------------- |
| Núm                           | Ciclista                      | Pos                           |
| 131                           | Romain Bardet (FRA)           | 2n                            |
| 132                           | Romain Combaud (FRA)          | 107è                          |
| 133                           | Matthew Dinham (AUS)          | DNF                           |
| 134                           | Chris Hamilton (AUS)          | DNF                           |
| 135                           | Enzo Leijnse (NED)            | DNF                           |
| 136                           | Martijn Tusveld (NED)         | 115è                          |
| 137                           | Kevin Vermaerke (USA)         | 23è                           |

| Decathlon-AG2R La Mondiale DAT | Decathlon-AG2R La Mondiale DAT | Decathlon-AG2R La Mondiale DAT |
| ------------------------------ | ------------------------------ | ------------------------------ |
| Núm                            | Ciclista                       | Pos                            |
| 141                            | Benoît Cosnefroy (FRA)         | 16è                            |
| 142                            | Bruno Armirail (FRA)           | DNF                            |
| 143                            | Clément Berthet (FRA)          | 50è                            |
| 144                            | Felix Gall (AUT)               | 47è                            |
| 145                            | Paul Lapeira (FRA)             | 11è                            |
| 146                            | Aurélien Paret-Peintre (FRA)   | 5è                             |
| 147                            | Nicolas Prodhomme (FRA)        | 38è                            |

| Astana Qazaqstan Team AST | Astana Qazaqstan Team AST     | Astana Qazaqstan Team AST |
| ------------------------- | ----------------------------- | ------------------------- |
| Núm                       | Ciclista                      | Pos                       |
| 151                       | Aleksei Lutsenko (KAZ) (ruta) | 8è                        |
| 152                       | Anthon Charmig (DEN)          | 63è                       |
| 153                       | Igor Chzhan (KAZ)             | DNF                       |
| 154                       | Lorenzo Fortunato (ITA)       | 79è                       |
| 155                       | Cristian Scaroni (ITA)        | 53è                       |
| 156                       | Santiago Umba (COL)           | 76è                       |
| 157                       | Simone Velasco (ITA) (ruta)   | 34è                       |

| Intermarché-Wanty IWA | Intermarché-Wanty IWA     | Intermarché-Wanty IWA |
| --------------------- | ------------------------- | --------------------- |
| Núm                   | Ciclista                  | Pos                   |
| 161                   | Georg Zimmermann (GER)    | 49è                   |
| 162                   | Lilian Calmejane (FRA)    | 112è                  |
| 163                   | Kevin Colleoni (ITA)      | 96è                   |
| 164                   | Gerben Kuypers (BEL)      | DNF                   |
| 165                   | Baptiste Planckaert (BEL) | DNF                   |
| 166                   | Lorenzo Rota (ITA)        | 33è                   |
| 167                   | Rein Taaramäe (EST)       | DNF                   |

| Team Jayco AlUla JAY | Team Jayco AlUla JAY   | Team Jayco AlUla JAY |
| -------------------- | ---------------------- | -------------------- |
| Núm                  | Ciclista               | Pos                  |
| 171                  | Simon Yates (GBR)      | 32è                  |
| 172                  | Davide De Pretto (ITA) | DNF                  |
| 173                  | Anders Foldager (DEN)  | 93è                  |
| 174                  | Jan Maas (NED)         | DNF                  |
| 175                  | Michael Matthews (AUS) | 36è                  |
| 176                  | Mauro Schmid (SUI)     | DNF                  |
| 177                  | Filippo Zana (ITA)     | 39è                  |

| Movistar Team MOV | Movistar Team MOV             | Movistar Team MOV |
| ----------------- | ----------------------------- | ----------------- |
| Núm               | Ciclista                      | Pos               |
| 181               | Davide Formolo (ITA)          | 42è               |
| 182               | Alexander Aranburu Deba (ESP) | 14è               |
| 183               | Jorge Arcas (ESP)             | 97è               |
| 184               | William Barta (USA)           | DNF               |
| 185               | Carlos Canal Blanco (ESP)     | DNF               |
| 186               | Oier Lazkano López (ESP)      | 64è               |
| 187               | Iván Romeo Abad (ESP)         | DNF               |

| Uno-X Mobility UXM | Uno-X Mobility UXM               | Uno-X Mobility UXM |
| ------------------ | -------------------------------- | ------------------ |
| Núm                | Ciclista                         | Pos                |
| 191                | Tobias Halland Johannessen (NOR) | 25è                |
| 192                | Martin Bugge Urianstad (NOR)     | 104è               |
| 193                | Odd Christian Eiking (NOR)       | 88è                |
| 194                | Ådne Holter (NOR)                | 109è               |
| 195                | Johannes Kulset (NOR)            | 62è                |
| 196                | Andreas Leknessund (NOR)         | 61è                |
| 197                | Anders Skaarseth (NOR)           | 110è               |

| TotalEnergies TEN | TotalEnergies TEN        | TotalEnergies TEN |
| ----------------- | ------------------------ | ----------------- |
| Núm               | Ciclista                 | Pos               |
| 201               | Mathieu Burgaudeau (FRA) | 78è               |
| 202               | Fabien Doubey (FRA)      | DNF               |
| 203               | Fabien Grellier (FRA)    | 113è              |
| 204               | Jordan Jegat (FRA)       | 77è               |
| 205               | Alan Jousseaume (FRA)    | 81è               |
| 206               | Paul Ourselin (FRA)      | DNF               |
| 207               | Alexis Vuillermoz (FRA)  | 92è               |

| Bingoal WB BWB | Bingoal WB BWB            | Bingoal WB BWB |
| -------------- | ------------------------- | -------------- |
| Núm            | Ciclista                  | Pos            |
| 211            | Luca Van Boven (BEL)      | 80è            |
| 212            | Louka Matthys (BEL)       | 103è           |
| 213            | Johan Meens (BEL)         | 74è            |
| 214            | Dimitri Peyskens (BEL)    | DNF            |
| 215            | Aaron Van der Beken (BEL) | DNF            |
| 216            | Giacomo Villa (ITA)       | DNF            |
| 217            | Loïc Vliegen (BEL)        | DNF            |

| Equipo Kern Pharma EKP | Equipo Kern Pharma EKP           | Equipo Kern Pharma EKP |
| ---------------------- | -------------------------------- | ---------------------- |
| Núm                    | Ciclista                         | Pos                    |
| 221                    | Iván Cobo (ESP)                  | DNF                    |
| 222                    | Marc Brustenga Masagué (ESP)     | DNF                    |
| 223                    | Francisco Galván Fernández (ESP) | DNF                    |
| 224                    | Jordi López Caravaca (ESP)       | 114è                   |
| 225                    | Mikel Retegi (ESP)               | DNF                    |
| 226                    | Ibon Ruiz (ESP)                  | 89è                    |
| 227                    | Danny van der Tuuk (POL)         | DNF                    |

| Arkéa-B&B Hotels ARK | Arkéa-B&B Hotels ARK      | Arkéa-B&B Hotels ARK |
| -------------------- | ------------------------- | -------------------- |
| Núm                  | Ciclista                  | Pos                  |
| 231                  | Kévin Vauquelin (FRA)     | DNF                  |
| 232                  | Louis Barré (FRA)         | DNF                  |
| 233                  | Clément Champoussin (FRA) | 85è                  |
| 234                  | Anthony Delaplace (FRA)   | 99è                  |
| 235                  | Simon Guglielmi (FRA)     | 101è                 |
| 236                  | Laurens Huys (BEL)        | 83è                  |
| 237                  | Michel Ries (LUX)         | 98è                  |

| Team Flanders-Baloise TFB | Team Flanders-Baloise TFB | Team Flanders-Baloise TFB |
| ------------------------- | ------------------------- | ------------------------- |
| Núm                       | Ciclista                  | Pos                       |
| 241                       | Kamiel Bonneu (BEL)       | DNF                       |
| 242                       | Toon Clynhens (BEL)       | DNF                       |
| 243                       | Lars Craps (BEL)          | DNF                       |
| 244                       | Siebe Deweirdt (BEL)      | DNF                       |
| 245                       | Elias Maris (BEL)         | 108è                      |
| 246                       | Dylan Vandenstorme (BEL)  | DNF                       |
| 247                       | Vincent Van Hemelen (BEL) | DNF                       |